# Лазки (Хорольский район)
Лазки (укр. Лазьки) — село,
Мусиевский сельский совет,
Хорольский район,
Полтавская область,
Украина.
Код КОАТУУ — 5324883207. Население по переписи 2001 года составляло 201 человек.

## Географическое положение
Село Лазки находится в 3-х км от левого берега реки Сула,
выше по течению на расстоянии в 0,5 км расположено село Мусиевка,
ниже по течению на расстоянии в 2 км расположено село Худолиевка (Семёновский район),
на противоположном берегу — село Лукомье (Оржицкий район).
Река в этом месте извилистая, образует лиманы, старицы и заболоченные озёра.

## Происхождение названия
На территории Украины 2 населённых пункта с названием Лазки.

## История
Есть на карте 1869 года